# 英属北婆罗洲元
英属北婆罗洲元（英語：British North Borneo dollar）是1882年至1953年期间英属北婆罗洲使用的货币。1元被细分为100分。英属北婆罗洲元与英属马来亚及新加坡使用的海峡殖民地元（包括后来的马来亚元）等值，而1马来亚元可以兑2先令4便士。1953年起马来亚和英属婆罗洲元取代了英属北婆罗洲元和马来亚元。英属北婆罗洲元由英属北婆罗洲公司发行。
日本占领时期（1942-1945年）发行过面额为1分到1000元不等的纸币，这些货币的汇率被固定为1北婆罗洲元=1日元，而战前货币的汇率为1北婆罗洲元=2先令。战争结束后日本发行的货币被英国殖民政府宣布作废，而日本占领前发行的英属北婆罗洲元兑英镑的汇率（可以兑2先令4便士）则恢复正常。

## 硬币

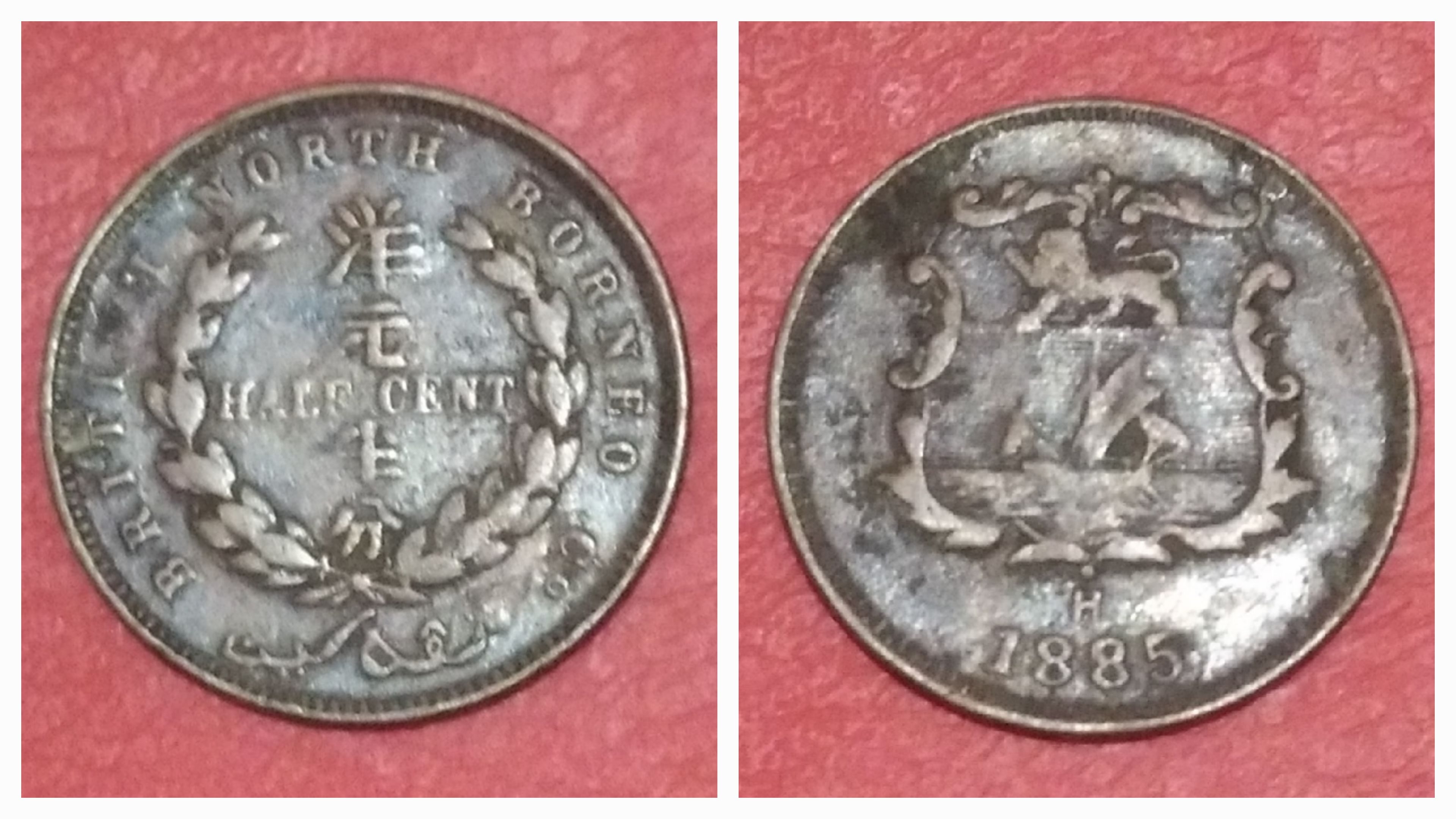
1885年发行的0.5分硬币

最早铸造的为0.5分和1分的铜币，之后又铸造了1分、2+1⁄2分、5分的铜镍合金币还有25分的银币。起初这些硬币由英属北婆罗洲公司发行，英属北婆罗洲公司在1881年获得可以铸造硬币的皇家特许权。1903年起改由北婆罗洲邦发行。所有的硬币在其正面都刻有公司或邦的徽章，背面则刻有面额。最后一次铸造硬币的时间为1941 年，随后它们被逐步淘汰并改用马来亚元硬币。

## 纸币
发行有25分、50分、1元、5元、10元和25元的纸币。货币流通期间纸币的设计一直没有发生太大改变，但是货币的尺寸在逐渐缩小。纸币上印有国徽、京那巴鲁山或两者兼有。

## 相关
- 馬來亞元
- 英属北婆罗洲邮政汇票
- 砂拉越元